# اندیس آنومالی سرتنگ
آنومالی سرتنگ یک اندیس فلزی است که در حوالی شهر دامغان استان سمنان قرار دارد و مادهٔ معدنی موجود در آن، طلا است.سنگ میزبان این اندیس سنگ آهک است  در این اندیس، پاراژنز‌های سرب، آناتاز، بروکیت، دیوپتاز، ایلمنیت، اسفن، باریت، سروزیت، زیرکن یافت می‌شوند.